# Vallenay
Vallenay est une commune française située dans le département du Cher, en région Centre-Val de Loire.

## Géographie

### Climat
Pour des articles plus généraux, voir Climat du Centre-Val de Loire et Climat du Cher.
En 2010, le climat de la commune est de type climat océanique dégradé des plaines du Centre et du Nord, selon une étude du CNRS s'appuyant sur une série de données couvrant la période 1971-2000. En 2020, Météo-France publie une typologie des climats de la France métropolitaine dans laquelle la commune est exposée à un climat océanique altéré et est dans la région climatique  Ouest et nord-ouest du Massif Central, caractérisée par une pluviométrie annuelle de 900 à 1 500 mm, maximale en automne et en hiver. 
Pour la période 1971-2000, la température annuelle moyenne est de 11,6 °C, avec une amplitude thermique annuelle de 15,6 °C. Le cumul annuel moyen de précipitations est de 743 mm, avec 11,1 jours de précipitations en janvier et 7,4 jours en juillet. Pour la période 1991-2020, la température moyenne annuelle observée sur la station météorologique la plus proche, située sur la commune d'Orval à 12 km à vol d'oiseau, est de 12,3 °C et le cumul annuel moyen de précipitations est de 757,1 mm,. Pour l'avenir, les paramètres climatiques de la commune estimés pour 2050 selon différents scénarios d'émission de gaz à effet de serre sont consultables sur un site dédié publié par Météo-France en novembre 2022.

## Urbanisme

### Typologie
Au 1er janvier 2024, Vallenay est catégorisée commune rurale à habitat dispersé, selon la nouvelle grille communale de densité à 7 niveaux définie par l'Insee en 2022.
Elle est située hors unité urbaine. Par ailleurs la commune fait partie de l'aire d'attraction de Saint-Amand-Montrond, dont elle est une commune de la couronne,. Cette aire, qui regroupe 36 communes, est catégorisée dans les aires de moins de 50 000 habitants,.

### Occupation des sols
L'occupation des sols de la commune, telle qu'elle ressort de la base de données européenne d’occupation biophysique des sols Corine Land Cover (CLC), est marquée par l'importance des territoires agricoles (69,8 % en 2018), une proportion sensiblement équivalente à celle de 1990 (69,7 %). La répartition détaillée en 2018 est la suivante : 
prairies (39,2 %), terres arables (28,3 %), forêts (27,3 %), zones urbanisées (2,9 %), zones agricoles hétérogènes (2,2 %).
L'évolution de l’occupation des sols de la commune et de ses infrastructures peut être observée sur les différentes représentations cartographiques du territoire : la carte de Cassini (XVIIIe siècle), la carte d'état-major (1820-1866) et les cartes ou photos aériennes de l'IGN pour la période actuelle (1950 à aujourd'hui).

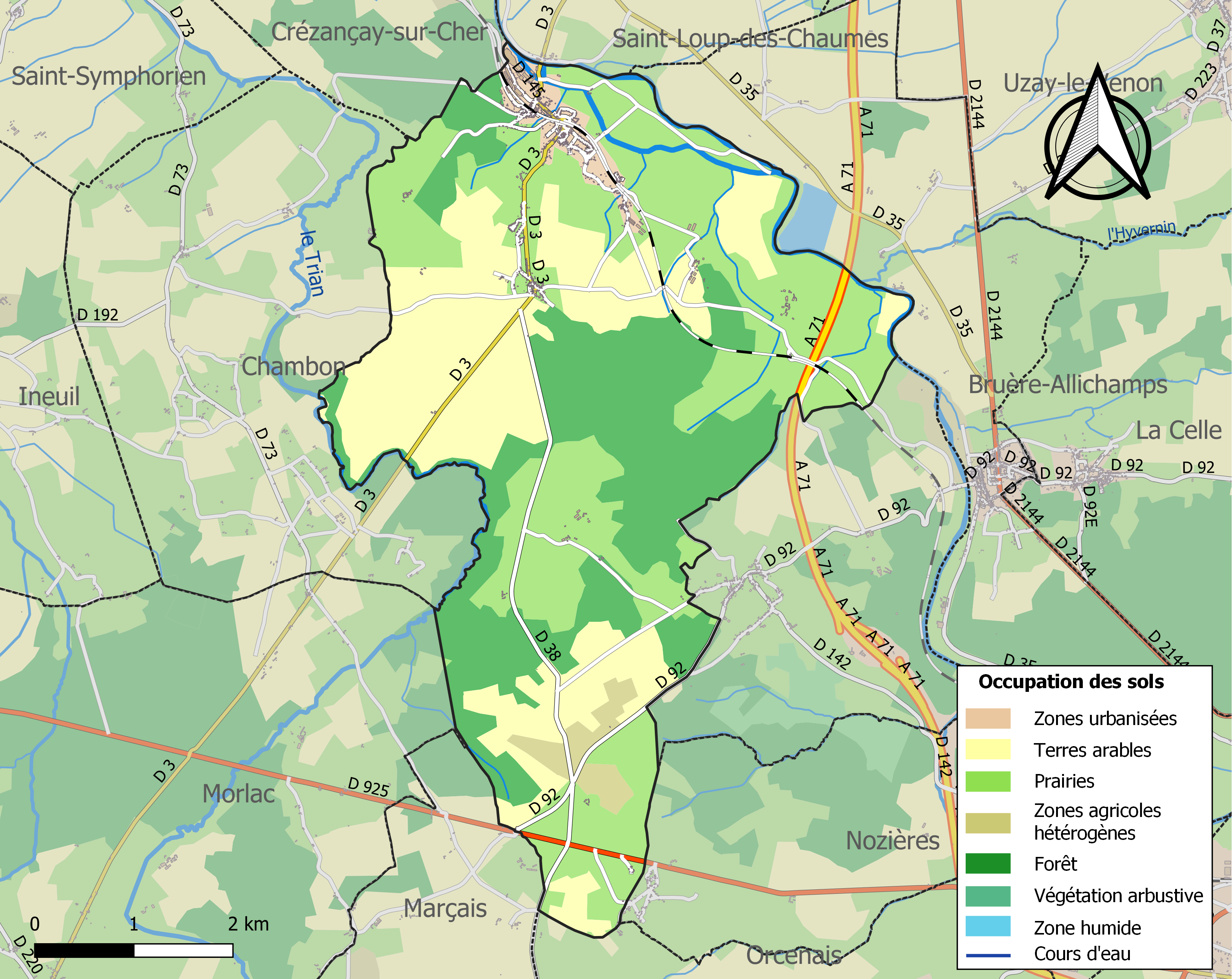
Carte des infrastructures et de l'occupation des sols de la commune en 2018 (CLC).

### Risques majeurs
Le territoire de la commune de Vallenay est vulnérable à différents aléas naturels : météorologiques (tempête, orage, neige, grand froid, canicule ou sécheresse), inondations, mouvements de terrains et séisme (sismicité faible). Il est également exposé à deux risques technologiques, le transport de matières dangereuses et  le risque industriel. Un site publié par le BRGM permet d'évaluer simplement et rapidement les risques d'un bien localisé soit par son adresse soit par le numéro de sa parcelle.

#### Risques naturels
Certaines parties du territoire communal sont susceptibles d’être affectées par le risque d’inondation par débordement de cours d'eau, notamment le Cher et le Trian. La commune a été reconnue en état de catastrophe naturelle au titre des dommages causés par les inondations et coulées de boue survenues en 1982, 1993 et 1999,.

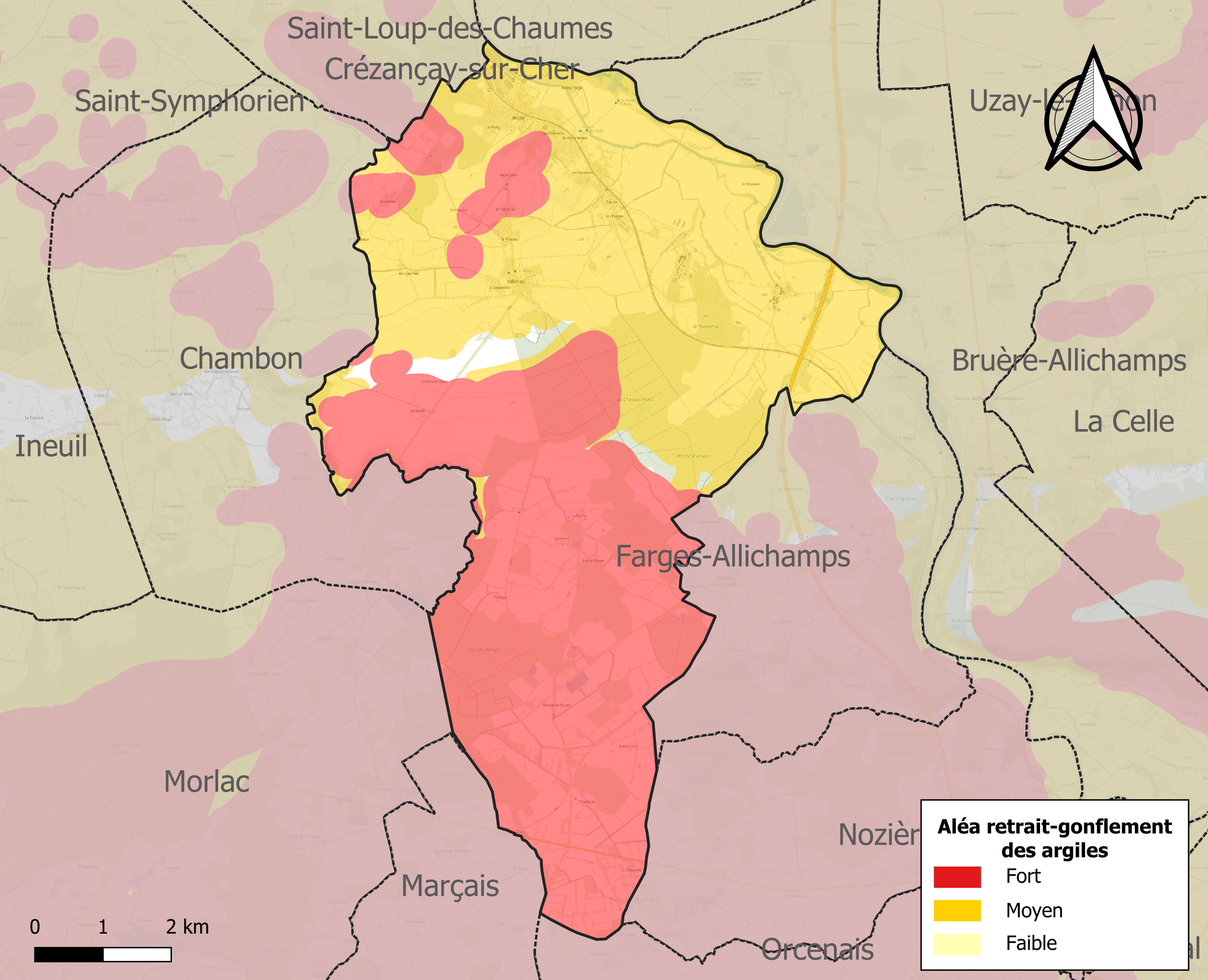
Carte des zones d'aléa retrait-gonflement des sols argileux de Vallenay.

La commune est vulnérable au risque de mouvements de terrains constitué principalement du retrait-gonflement des sols argileux. Cet aléa est susceptible d'engendrer des dommages importants aux bâtiments en cas d’alternance de périodes de sécheresse et de pluie. 98 % de la superficie communale est en aléa moyen ou fort (90 % au niveau départemental et 48,5 % au niveau national). Sur les 423 bâtiments dénombrés sur la commune en 2019, 423 sont en aléa moyen ou fort, soit 100 %, à comparer aux 83 % au niveau départemental et 54 % au niveau national. Une cartographie de l'exposition du territoire national au retrait gonflement des sols argileux est disponible sur le site du BRGM,.
Concernant les mouvements de terrains, la commune a été reconnue en état de catastrophe naturelle au titre des dommages causés par la sécheresse en 1989, 1991, 2009, 2011, 2018 et 2019 et par des mouvements de terrain en 1999.

#### Risques technologiques
La commune est exposée au risque industriel du fait de la présence sur son territoire d'une entreprise soumise à la directive européenne SEVESO.
Le risque de transport de matières dangereuses sur la commune est lié à sa traversée par des infrastructures routières ou ferroviaires importantes ou la présence d'une canalisation de transport d'hydrocarbures. Un accident se produisant sur de telles infrastructures est en effet susceptible d’avoir des effets graves au bâti ou aux personnes jusqu’à 350 m, selon la nature du matériau transporté. Des dispositions d’urbanisme peuvent être préconisées en conséquence.

## Histoire
La paroisse de Vallenay comptait autrefois trois seigneuries : Bigny, Valnay et La Roche-Verneuil.
Ce dernier fief appartenait au XVIe siècle à Guillaume de la Roche, puis au XVIIIe siècle à la famille de Bonneval, ancêtres du propriétaire actuel, le comte de Jouffroy-Gonsans. Ses aïeux s'installèrent à la commanderie de Farges en 1742.
Alphonse Buhot de Kersers, auteur de la précieuse statistique monumentale du Cher, a vainement cherché l'assiette de la seigneurie. Par contre, Louis Delorme a retrouvé, tout près de la ferme, des vestiges du château fort dont il a utilisé les matériaux et on peut voir une partie du fossé qui entourait le tertre féodal.

### La maison de Bigny
On trouve la trace de la Maison de Bigny avant 750, date à laquelle elle possédait la terre de ce nom.
On connaît de cette Maison :
- Jehan Chevenon, seigneur de Bigny qui épouse Agnès, fille d'Odonet de Morlac (1303-1317) ;
- Gimonet de Bigny, damoiseau (1323) ;
- Jehan de Bigny (1387)[19]

Jusqu'à la fin du XVe siècle, la Maison de Bigny fit de son manoir sa principale résidence. En 1467, elle achète le château d'Ainay-le-Vieil. En 1505, son fils Claude fit édifier le château Renaissance entouré d'une enceinte féodale qu'on a surnommée le « petit Carcassonne », propriété actuelle de la famille d'Aligny.

### Économie
Vallenay et notamment Bigny, connaissent un développement important basé sur les carrières puis, avec l'industrialisation et l'arrivée du train (en gare de Bigny en 1862) de l'industrie basée sur l'exploitation du minerai de fer trouvé dans les années 1500 à l’extérieur de la commune, sur des terrains appartenant au marquis Charles de Bigny, écuyer de François Ier. La toute première forge a été construite en 1573. Aux alentours de 1900, les carrières de Vallenay périclitent, alors que l'industrie métallurgique fleurit.

## Politique et administration
| Période                                  | Période   | Identité          | Étiquette | Qualité                                                                   |
| ---------------------------------------- | --------- | ----------------- | --------- | ------------------------------------------------------------------------- |
| Les données manquantes sont à compléter. |           |                   |           |                                                                           |
| 1912                                     | 1919      | Louis Godon       | SFIO      | Négociant                                                                 |
| mars 2001                                | mars 2008 | Robert Couturier  |           |                                                                           |
| mars 2008                                | mai 2020  | Christian Faucher |           | Retraité d'une entreprise publique                                        |
| mai 2020                                 | En cours  | Marina Dupuy,     |           | Personne sans activité professionnelle de moins de 60 ans (non retraitée) |

## Démographie
L'évolution du nombre d'habitants est connue à travers les recensements de la population effectués dans la commune depuis 1793. Pour les communes de moins de 10 000 habitants, une enquête de recensement portant sur toute la population est réalisée tous les cinq ans, les populations de référence des années intermédiaires étant quant à elles estimées par interpolation ou extrapolation. Pour la commune, le premier recensement exhaustif entrant dans le cadre du nouveau dispositif a été réalisé en 2005.

En 2022, la commune comptait 694 habitants, en évolution de −6,22 % par rapport à 2016 (Cher : −2,48 %, France hors Mayotte : +2,11 %).
| 1793 | 1800 | 1806 | 1821 | 1831 | 1836 | 1841  | 1846  | 1851  |
| ---- | ---- | ---- | ---- | ---- | ---- | ----- | ----- | ----- |
| 500  | 660  | 669  | 793  | 840  | 917  | 1 062 | 1 142 | 1 241 |

| 1856  | 1861  | 1866  | 1872  | 1876  | 1881  | 1886  | 1891  | 1896 |
| ----- | ----- | ----- | ----- | ----- | ----- | ----- | ----- | ---- |
| 1 300 | 1 314 | 1 362 | 1 406 | 1 443 | 1 350 | 1 298 | 1 049 | 957  |

| 1901 | 1906  | 1911  | 1921 | 1926 | 1931 | 1936 | 1946 | 1954 |
| ---- | ----- | ----- | ---- | ---- | ---- | ---- | ---- | ---- |
| 911  | 1 048 | 1 118 | 826  | 815  | 714  | 657  | 809  | 853  |

| 1962 | 1968  | 1975  | 1982 | 1990 | 1999 | 2005 | 2006 | 2010 |
| ---- | ----- | ----- | ---- | ---- | ---- | ---- | ---- | ---- |
| 963  | 1 009 | 1 021 | 833  | 857  | 709  | 719  | 712  | 705  |

| 2015 | 2020 | 2022 | - | - | - | - | - | - |
| ---- | ---- | ---- | - | - | - | - | - | - |
| 736  | 708  | 694  | - | - | - | - | - | - |

## Culture locale et patrimoine

### Lieux et monuments
- Monuments aux morts (un à Vallenay, un à Bigny)
- Fours à chaux (direction Marçais).
- Château de Bigny (direction Bruère Allichamps), inscrit au titre des monuments historiques en 1981[28].
- Château fort de Vallenay.
- Église Saint-Martin de Vallenay, inscrite au titre des monuments historiques en 1998[29].
- Église Saint-Roch de Vallenay, datant de la fin du XIXe siècle.
- Chapelle de Bigny,, datant du début du XXe siècle.
- Canal et petite forge de Bigny (direction Saint-Loup-des-Chaumes). L'édifice est inscrit au titre des monuments historiques en 1991[30].

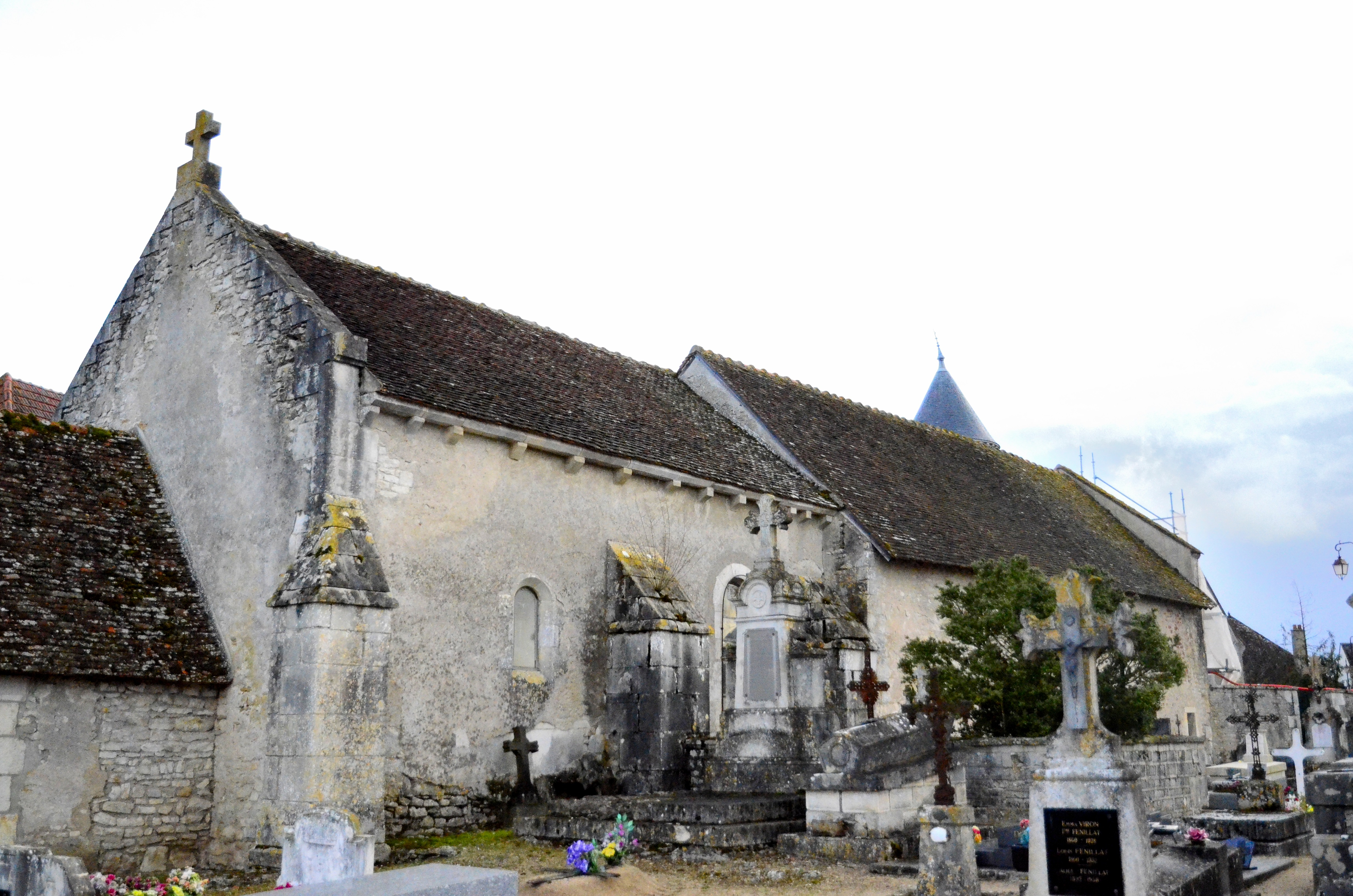
Église Saint-Martin de Vallenay.
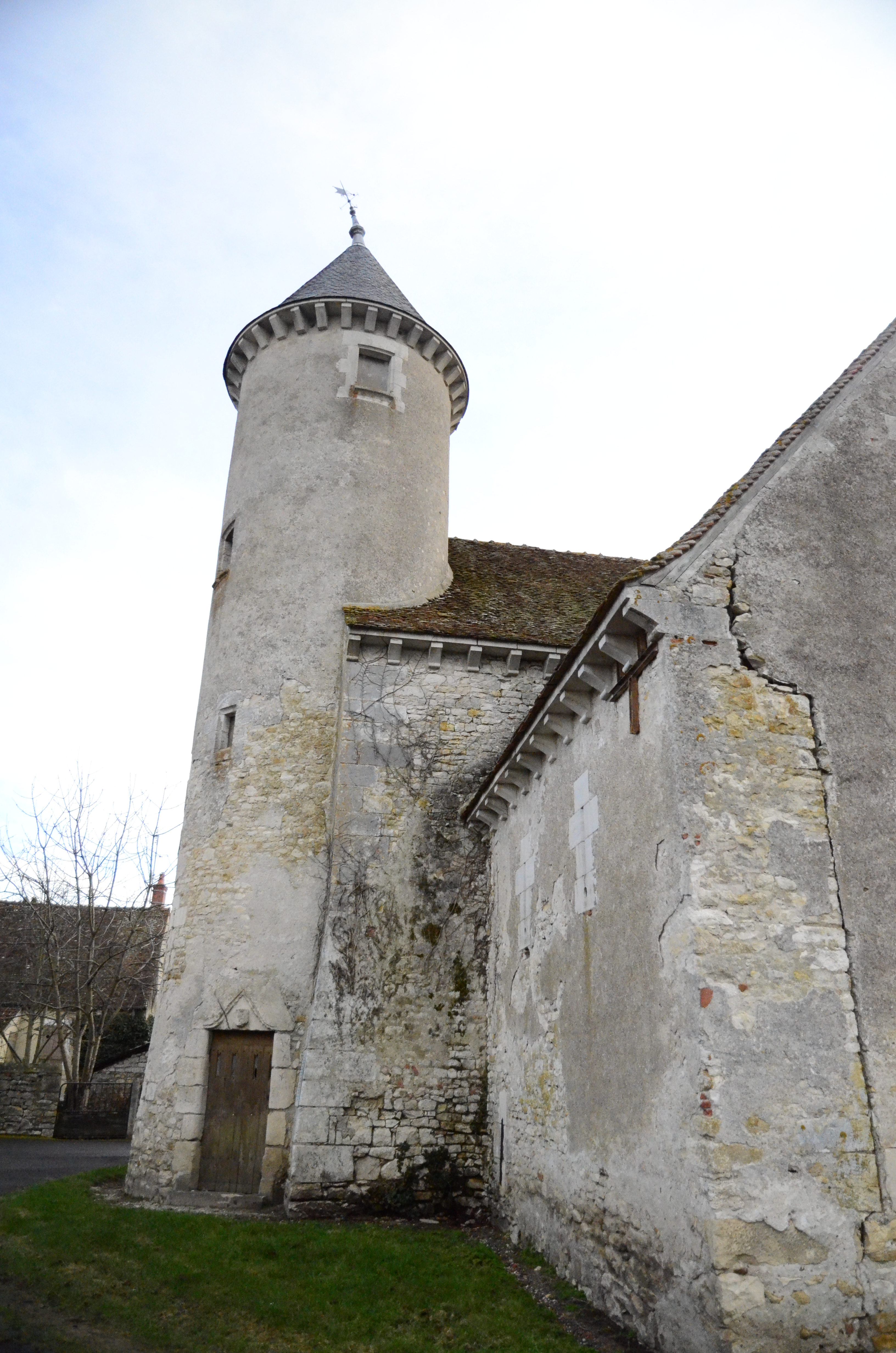
Château de Bigny.
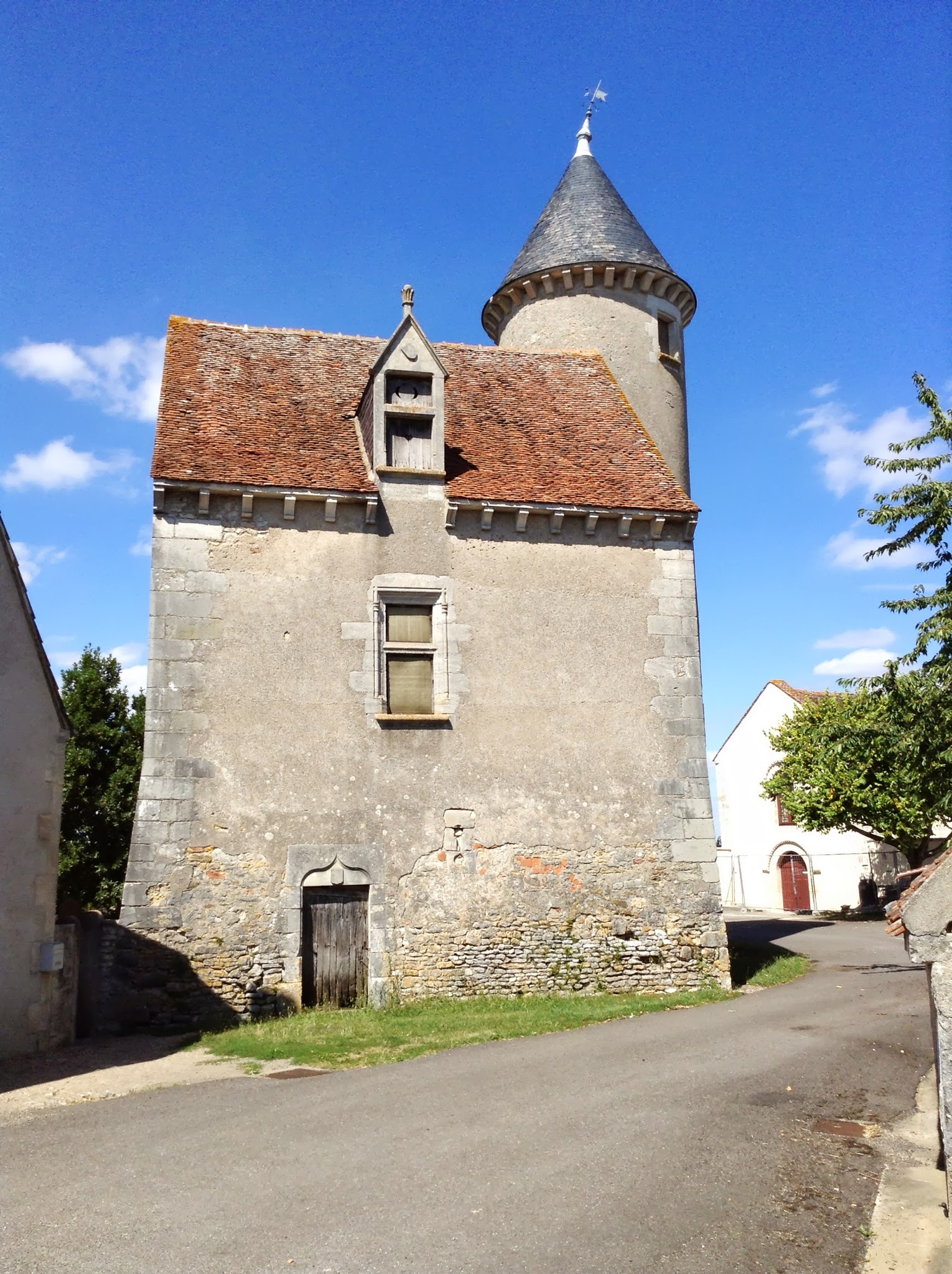
Château de Bigny.
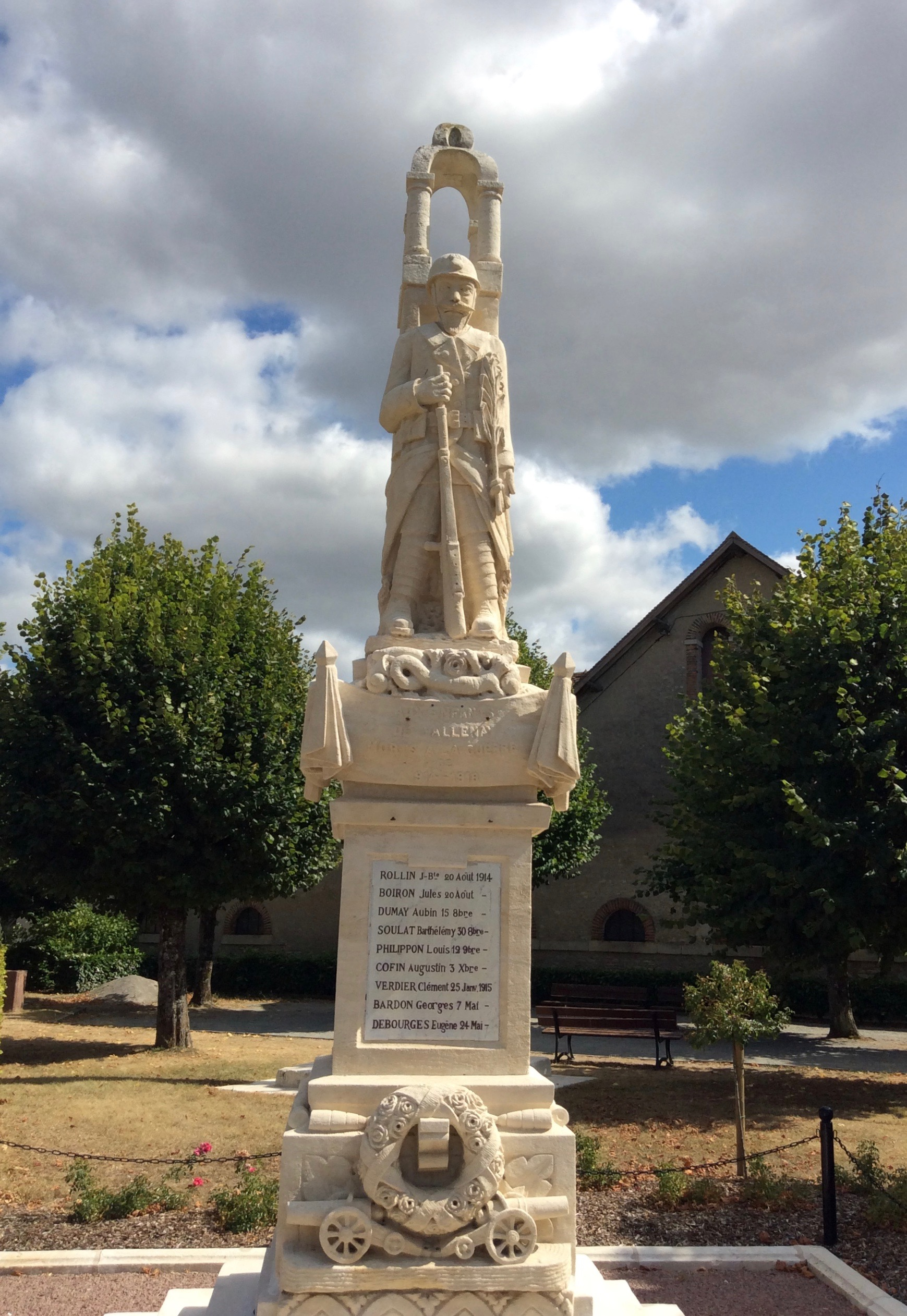
Monument aux morts de Vallenay (1922) par Claude Morillon (1842-1940).

### Personnalités liées à la commune
- Marcel Bascoulard.

### Héraldique
| Blason de Vallenay | Les armes de Vallenay se blasonnent ainsi : Écartelé : au 1er de gueules à deux truites d'or l'une au-dessus de l'autre, au 2e d'azur au lion d'argent, armé et lampassé de gueules, au 3e d'azur à la tour d'argent maçonnée de sable, au 4e de gueules à deux fleurs de lis d'or rangées en bande, le tout sommé d'un comble de gueules chargé de deux étoiles d'argent. |